# Graça (Salvador)
A Graça é um bairro em área residencial nobre de Salvador, capital do estado brasileiro da Bahia. É formado basicamente pela classes média-alta e alta possuindo avenidas arborizadas, e uma grande variedade de comércio e serviços além de opções de lazer.
Localiza-se no vértice oceânico da entrada da Baía de Todos os Santos, no alto de um pequeno maciço que acompanha a linha da costa atlântica, a uma altitude que atinge 95 metros do nível do mar. O bairro da Graça distribui-se pelas encostas dessa elevação, abrindo vistas para a Barra e o mar. O Largo da Igreja e Abadia de Nossa Senhora da Graça, a mais antiga da cidade, fica a 800 metros de distância da praia do Porto da Barra, pela ladeira das avenidas Princesa Leopoldina e Princesa Isabel.
O bairro da Graça é considerado desde o início do século XX um área residencial nobre de Salvador, ainda que sua ocupação atual seja mista, com variedade de serviços, comércio sofisticado, instituições culturais e de ensino, restaurantes, farmácias, delicatesses e cafés. O bairro concentra moradores de alto poder aquisitivo e caracteriza-se pelo traçado de ruas e avenidas arborizadas. O Museu Rodin Bahia está instalado no Palacete Catharino, na rua da Graça. A Faculdade de Direito da Universidade Federal da Bahia (UFBA) localiza-se na rua da Paz, na encosta oriental do maciço da Graça, que dá para o vale do rio Canela. Na encosta do morro fica a sede da Fundação Orlando Gomes. Mais abaixo, já no Canela, estão a Escola de Administração e a Faculdade de Educação da UFBA.

## História

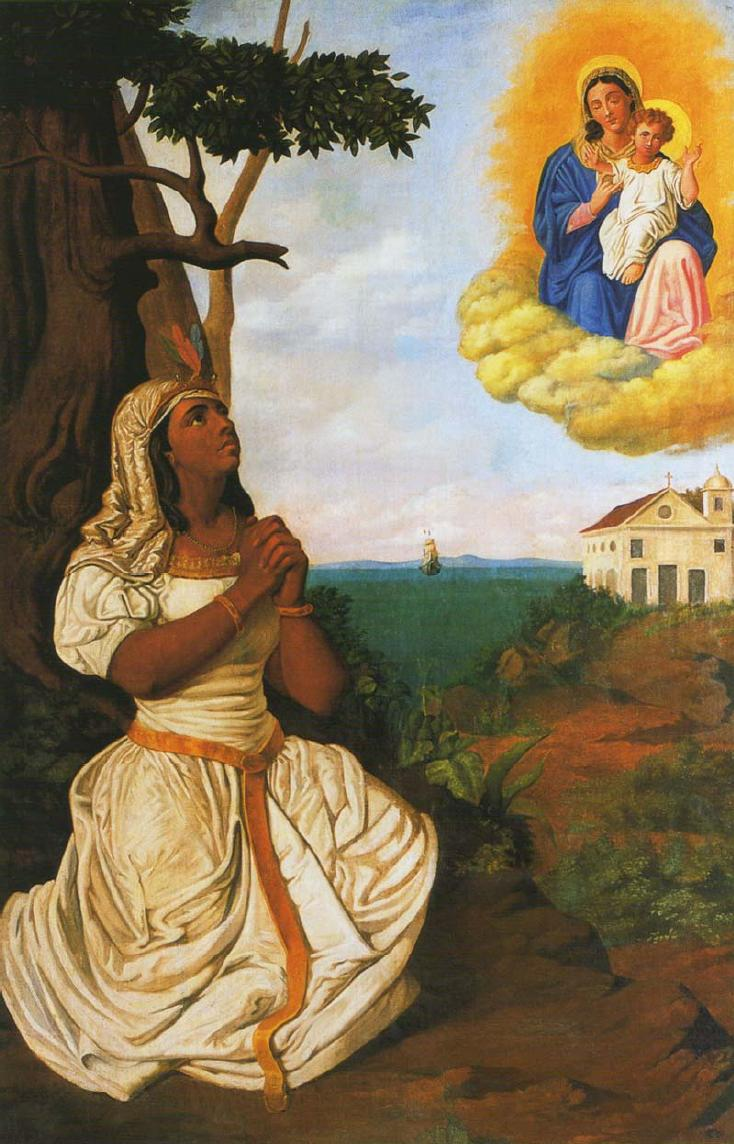
"O sonho de Catarina Paraguaçu" (Manuel Lopes Rodrigues, 1871). Igreja da Graça, Salvador.

O bairro da Graça é um dos mais antigos de Salvador e está localizado no local inicialmente conhecido como Vila Velha. A sua localização no alto de um morro tinha uma função estratégica, possibilitando uma vista panorâmica do mar que ajudava a prevenir possíveis ataques inimigos.[carece de fontes?]
Na Graça, está situada a primeira igreja de Salvador e uma das primeiras do Brasil, a Igreja e Abadia de Nossa Senhora da Graça, construída por ordem de Catarina Paraguaçu, mulher de Diogo Álvares Correia, o Caramuru, e que abriga a Ermida de Nossa Senhora da Graça. Localizada próxima ao local onde residia o casal Paraguaçu, a igreja foi fundada por volta do ano de 1535, e é também o santuário mariano mais antigo do Brasil. A Igreja é rica em elementos históricos: estão nela os restos mortais de Catarina Paraguaçu e a imagem no altar-mor é a mesma encontrada por Caramuru e Paraguaçu, cuja visão milagrosa é descrita em tela da sacristia e no teto da nave. A fonte de Nossa Senhora da Graça, recentemente reformada, é outro atrativo deste bairro.[carece de fontes?]
O Campo da Graça, já desaparecido, foi a principal praça desportiva da capital baiana durante a primeira metade do século XX, até a edificação do estádio da Fonte Nova.[carece de fontes?]

## Localização e acesso

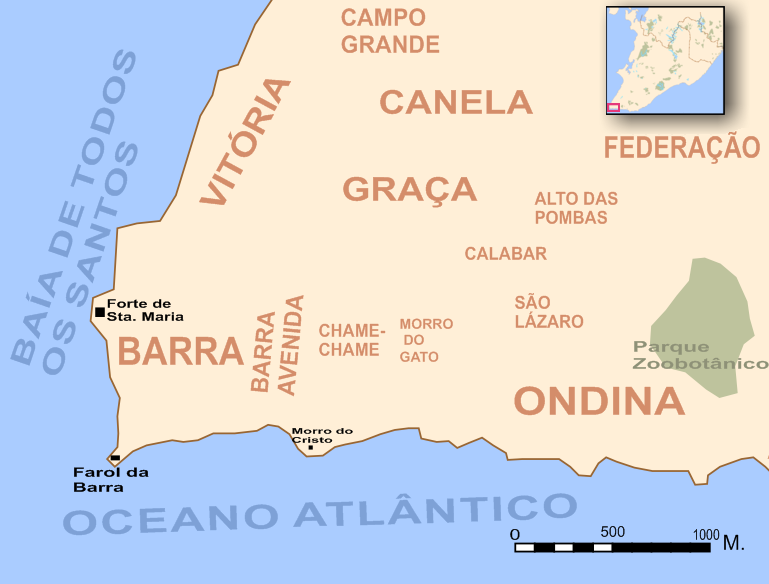
Localização da Graça e arredores

Eminentemente residencial, a Graça tem como vias principais a rua homônima, que principia no Largo da Vitória (Avenida Sete de Setembro) e termina no Largo da Graça, onde está a Igreja que dá nome ao bairro. A rua então, a partir de um elevado viaduto, liga-se à Avenida Euclides da Cunha, que estende-se até o final da rua Padre Feijó e começo da Ladeira do Campo Santo, já na Federação. Ligando o bairro à Barra e ao Chame-Chame está a Avenida Princesa Leopoldina — ao fim da qual estão localizados o Hospital Português e o Clube Baiano de Tênis (um dos mais tradicionais da capital).
O bairro encontra-se numa altitude média entre 45 metros de 60 metros, atingindo 95 metros na crista da rua da Graça, o que confere posição privilegiada no alto dos edifícios, proporcionando vistas de vários ângulos para diferentes regiões da cidade de Salvador, para a baía, a ilha de Itaparica e o mar aberto.
Limita-se com o bairro da Canela (ao Norte), o bairro da Vitória (a Oeste) e o bairro da Federação (a Leste) e com a Barra Avenida e o Chame-Chame (ao Sul).

## Demografia
Foi listado como um dos bairros menos perigosos de Salvador, segundo dados do Instituto Brasileiro de Geografia e Estatística (IBGE) e da Secretaria de Segurança Pública (SSP) divulgados no mapa da violência de bairro em bairro pelo jornal Correio em 2012. Ficou entre os bairros mais tranquilos em consequência da taxa de homicídios para cada cem mil habitantes por ano (com referência da ONU) ter alcançado o melhor nível, com o indicativo "0", sendo um dos melhores bairros na lista.